# Guerra Junqueiro
Abílio Manuel Guerra Junqueiro (Freixo de Espada à Cinta, Trás-os-Montes e Alto Douro, 17 de setembre de 1850 - Lisboa, 7 de juliol de 1923) va ser un polític, diputat, periodista, escriptor i poeta portuguès. Va ser el poeta més representatiu de l'anomenada «Escola Nova».

## Biografia
Estudià teologia i dret a la Universitat de Coïmbra. En aquesta època va participar primer en el grup que es va conèixer com a generació del 70 i després en l'anomenat Os Vencidos da Vida. La seva poesia va tenir una gran influència del romanticisme, encara que la seva poesia més popular va ser la que va escriure per donar suport a la causa revolucionària republicana.
En 1890 va ser elegit diputat per la circumscripció de Quelimane (Moçambic) encara que va ser substituït en la legislatura següent i va deixar la política.
En 1911, un any després de la revolució que va instaurar la República Portuguesa, va ser nomenat ambaixador en Suïssa.

## Obres
- Viagem À Roda Da Parvónia
- A Morte De D. João (1874)
- Contos para a Infância (1875)
- A Musa Em Férias (1879)
- A Velhice do Padre Eterno (1885)
- Finis Patriae (1890)
- Os Simples (1892)
- Oração Ao Pão (1903)
- Oração À Luz (1904)
- Gritos da Alma (1912)
- Pátria (1915)
- Poesias Dispersas (1920)
- Duas Paginas Dos Quatorze Annos
- O Melro